# Wilhelm Fritzel
Wilhelm Fritzel (* 16. Oktober 1870 in Hamburg; † 1943 in Ohrensen) war ein deutscher Landschaftsmaler der Düsseldorfer Schule.

## Leben

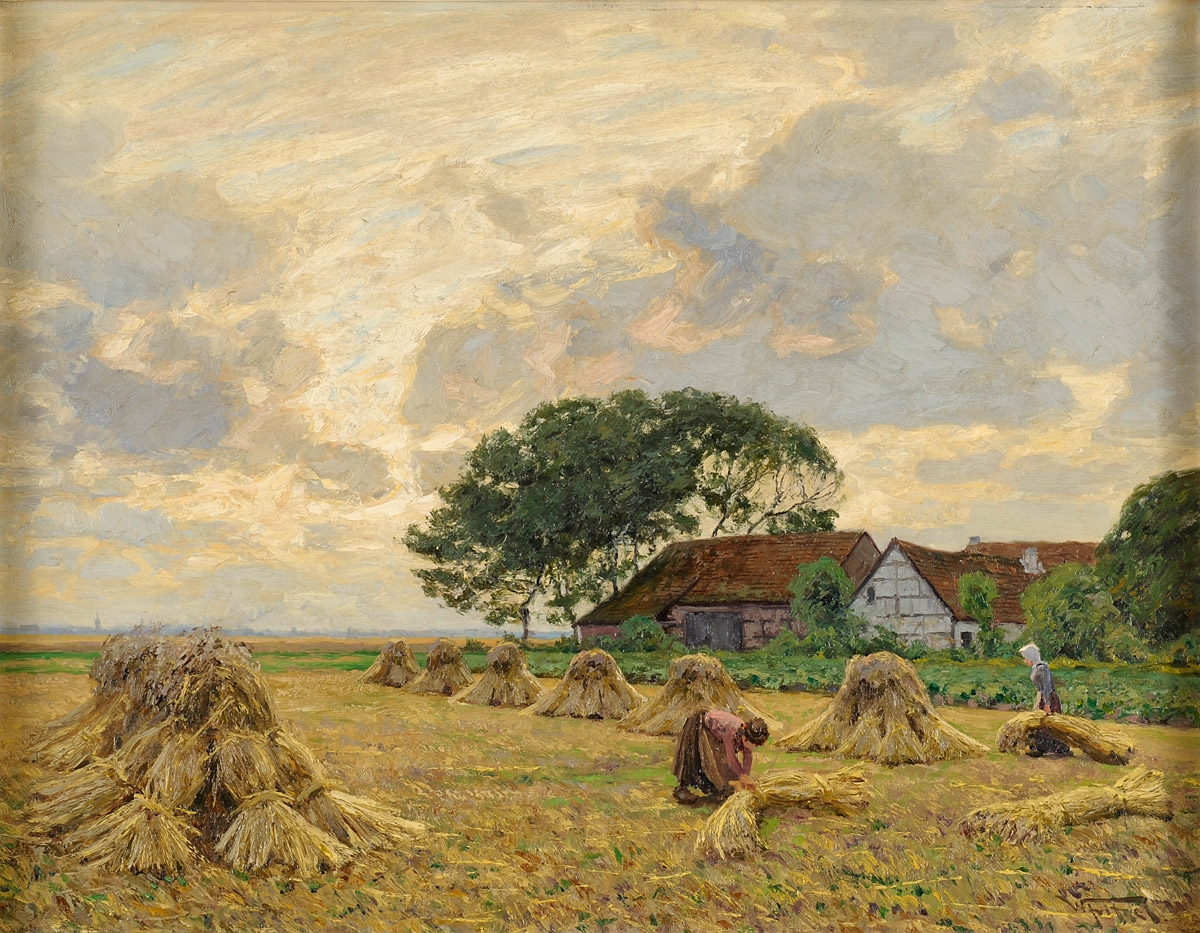
Kornernte

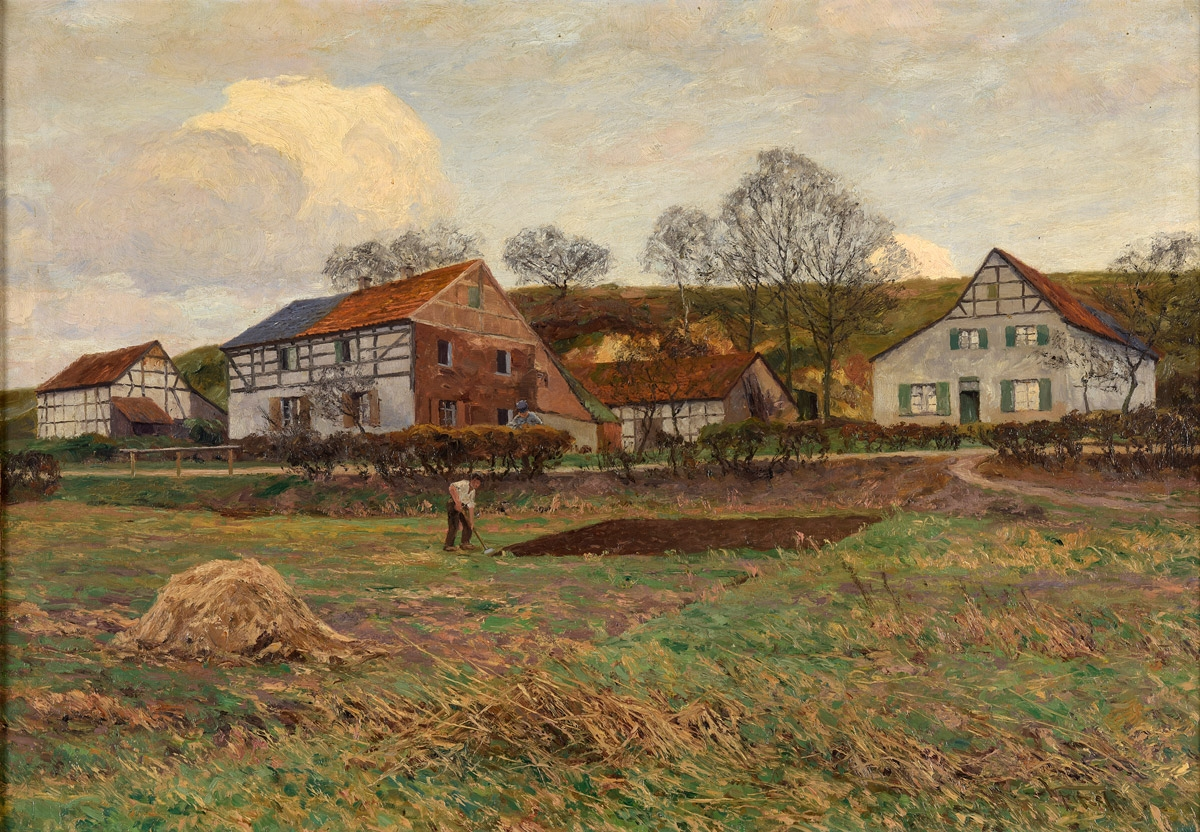
Partie im Neandertal

Wilhelm Fritzel studierte von 1892 bis 1895 an der Kunstakademie Düsseldorf unter Olof Jernberg, Hugo Crola, Adolf Schill, Peter Janssen und Arthur Kampf sowie von 1894 bis 1895 als Meisterschüler in der Landschaftsklasse von Eugen Dücker. Er betätigte sich in den folgenden Jahren als Figuren-, Tier- und Landschaftsmaler, mit Motiven häufig vom Niederrhein. In den 1890er Jahren befreundete er sich mit Karl Wilhelm Dahl. Der Tradition der Düsseldorfer Malerschule folgend, zog es ihn immer wieder in die Eifel. „Die Schilderung der niederdeutschen Landschaft in ihrer einfachen Schönheit und Größe“ war nach eigenen Worten sein Hauptthema. Neben der Ölmalerei wirkte er auch als Radierer.
1905 ließ er sich in Kaiserswerth am Rhein nieder. Wilhelm Fritzel war Mitglied im Verein der Düsseldorfer Künstler, in der Allgemeinen Deutschen Kunstgenossenschaft, Reichsverband bildender Künstler Deutschlands, bei der Freien Vereinigung Düsseldorfer Künstler sowie im Verwaltungsrat und Vorstand der Kunsthalle Düsseldorf. Von 1930 bis zu seinem Tod wohnte Fritzel im Eigentum in der Gartenstraße 34 in Düsseldorf-Pempelfort.

## Auszeichnungen
- 1910: Kleine Goldene Staats-Medaille, Wien
- 1911: Große Goldene Medaille, Barcelona
- 1911: Ehrenpreis der Stadt Düsseldorf